# Miranda (Zulia)
Miranda is een gemeente in de Venezolaanse staat Zulia. De gemeente telt 101.000 inwoners. De hoofdplaats is Los Puertos de Altagracia.